# Stéphane Pompougnac
Stéphane Pompougnac (Paris, 1968) é um DJ, músico, compositor e produtor musical francês. Famoso por ter feito a coleção Lounge chamada "Hôtel Costes", remisturando músicas diversas.

## Biografia
Pompougnac nasceu em 1968 em Paris, França. Os seus pais eram psicoterapeuta e cirurgião dentista. Ele passou seus primeiros vida em Bordeaux.
Ele trabalhou na primeira Hôtel Costes como um garçon. Ele começou a tocar como DJ em locais como "Queen", "Privilège", "Diable des Lombards";, "Les Bains Douches". Em Les Bains ele conheceu Claude Challe, que ajudou a formar o seu conhecimento musical. Ele então se reuniu com Jean-Louis Costes, o co-proprietário do Hôtel Costes. Costes convidou Pompougnac para trabalhar para ele em 1997. Pompougnac lançou o seu primeiro CD de coletâneas, Hôtel Costes, em 1999.
Com 18 anos, o DJ Stéphane Pompougnac fez sua estreia em clubes como "The Ubu", "The Colony", e "The Dream", em Bordeaux, França, durante os meados dos anos 80. Após terminar seus estudos nacionais e de serviço, ele passou seis meses em Londres antes de retornar a Paris em 1992, onde mixou em clubes, como "Queen", "Folies Pigalle", "The Locomotive", e "Privilège". Um ano mais tarde, tornou-se no DJ residente em "et les Bains Douche". Albert De Paname apresentou-o a Jean-Louis Costes, embora Pompougnac tivesse trabalhado como um garçon para Costes uns dez anos antes em Café Costes, em Les Halles. Desta vez, porém, Costes ofereceu a Pompougnac uma posição mais cobiçada: DJ residente no famoso Hôtel Costes. Ele aceitou.
O Hôtel Costes é um dos mais famosos da França e é frequentado por celebridades mundiais do esporte, da moda e pelas estrelas de cinema. Pompougnac lançou o seu primeiro CD em 1999, intitulado Café Costes. Seu segundo CD, Costes, La Suite, obteve com mais sucesso e a canção "Sympatique", que foi utilizada para uma propaganda de carro na França, obtendo um recorde de vendas superior a 100.000 cópias. Os seus dois primeiros álbuns foram lançados em França pela Barclay Universal; no entanto, com o seu sucesso ampliado, fechou contrato com a MSI para lidar com sua terceira compilação, Etage 3, lançada em Outubro de 2000. As suas primeiras três compilações em conjunto venderam quase meio milhão de cópias.

## Discografia

### Álbuns solo
- Living on the Edge (2003)
- Perrier (2005)
- Hello Mademoiselle (2007)

### Remixes

#### Hôtel Costes
A Coletânea Hôtel Costes consiste atualmente de dez álbuns e uma disco com a compilação dos melhores sucessos.
- Hôtel Costes, Vol. 1: Café Costes (1999)
- Hôtel Costes, Vol. 2: La suite (1999)
- Hôtel Costes, Vol. 3: Étage 3 (2000)
- Hôtel Costes, Vol. 4: Quatre (2001)
- Hôtel Costes, Vol. 5: Cinque (2002)
- Hôtel Costes, Vol. 6 (2003)
- Hôtel Costes, Vol. 7: Sept (2004)
- Hôtel Costes: Best of Costes (2005)
- Hôtel Costes, Vol. 8 (2005)
- Hôtel Costes, Vol. 9 (2006)
- Hôtel Costes, Vol. 10 (2007)
- Hôtel Costes, Vol. 11 (2008)
- Hôtel Costes, Vol. 12 (2009)
- Hôtel Costes, decade:1999/2009 (2009)
- Hôtel Costes, Vol. 14 (2010)
- Hôtel Costes, Vol. 15 (2011)

#### Outros
- Saks Fifth Avenue (mixed for Saks Fifth Avenue) (2002)
- The Concorde Lounge - Supersonic Jet Set Love (mixed for Japanese magazine Casa Brutus) (2003)
- Sparkling Moments: Tokyo/Paris (mixed for Perrier) (2005)
- JEWEL (mixed for Ayumi Hamasaki's remix álbum ayu-mi-x 6 -SILVER-) (2008)